# Square Séverine
Le square Séverine est un square du 20e arrondissement de Paris.

## Situation et accès

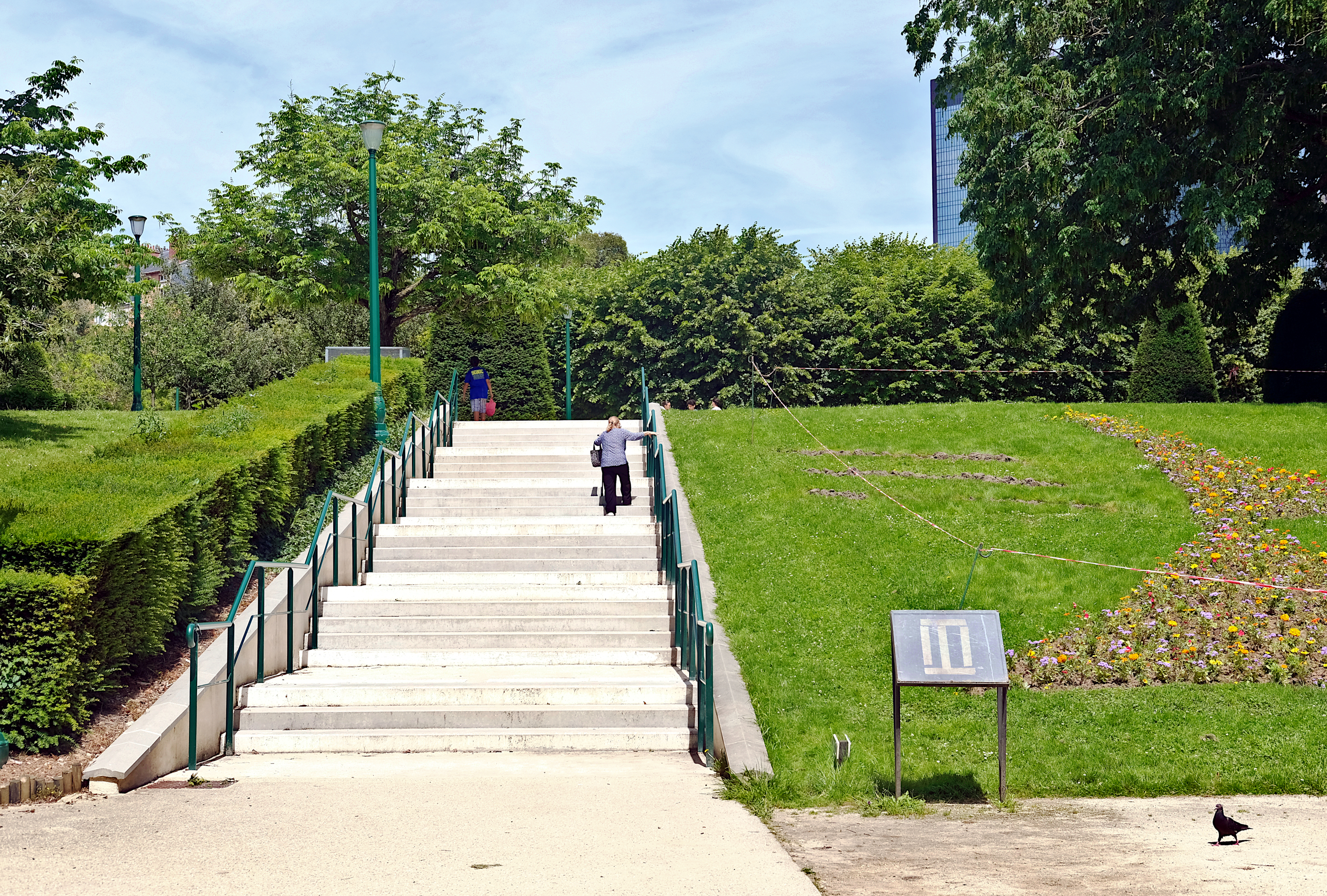
Une des entrées du square Séverine.

Le square est encadré par le boulevard Mortier à l'ouest, l'avenue de la Porte-de-Bagnolet au sud, la rue Le Vau à l'est et la rue Dulaure au nord.
Ce site est desservi par la ligne 3 à la station de métro Porte de Bagnolet et par la ligne 3b du tramway d'Île-de-France aux stations Séverine ou Porte de Bagnolet.
On y trouve des saules blancs ou pleureurs, un arbre de Judée, un ginkgo, un hêtre pourpre...

## Origine du nom
Le square porte le nom de l'écrivaine, journaliste libertaire et féministe française Caroline Rémy (1855-1929), dont le nom de plume était Séverine.

## Historique
Créé en 1933 à l'initiative du docteur Albert Besson, alors vice-président du conseil municipal de Paris et conseiller municipal du quartier, le square s'étend sur 23 527 m2. Il est composé de pelouses en pentes et d'une grande variété d'arbres : saules blancs, orme pleureur, arbre de Judée, ginkgo, Cedrela, hêtre pourpre, micocoulier de Provence, tulipier de Virginie, noyer d'Amérique, ptérocaryer du Caucase, févier d'Amérique.
Il comporte également un skatepark, des tables de ping-pong, une aire de jeux pour les enfants avec un bac à sable.